# Abbaye Notre-Dame du Vœu
Pour les articles homonymes, voir Abbaye Notre-Dame.
L'abbaye Notre-Dame du Vœu est un ancien monastère de chanoines réguliers Augustins de Saint Victor dont les vestiges se dressent sur le territoire de la commune française de Cherbourg-en-Cotentin, dans le département de la Manche, en région Normandie.
Fondée en 1145 par Mathilde l'Emperesse, consacrée en 1181, l'abbaye éloignée de la place forte de Cherbourg, sera pillée et brûlée de nombreuses fois lors des conflits avec l'Angleterre, puis durant les guerres de Religion, jusqu'à sa suppression en 1774 à la suite d'un décret royal supprimant tous les établissements comprenant moins de quinze religieux. Après un premier classement partiel en 1913 (hormis le portail classé en 1909), elle est en restauration depuis 1964 et entièrement classée aux monuments historiques en 2002.

## Localisation
Les vestiges de l'abbaye sont situés rue de l'Abbaye, à la sortie ouest de Cherbourg avant la Saline, sur le territoire de la commune déléguée de Cherbourg-Octeville au sein de la commune nouvelle de Cherbourg-en-Cotentin, dans le département français de la Manche.

## Historique

### La légende de Chantereyne
Une légende, rapportée par Arthur du Moustier (ou Arthus Dumonstier) au XVIIe siècle, dans Neustria pia (1663), et complétée plus tard par Dom Beaumier dans son Recueil des évêchés, archevêchés et abbayes (1726), explique la fondation et le nom de l'abbaye. Elle raconte que, prise dans une terrible tempête en mer entre la Normandie et l'Angleterre, Mathilde l'Emperesse, veuve de l'Empereur Germanique (Henri V) et remariée à Geoffroy V d'Anjou, petite-fille de Guillaume le Conquérant, aurait demandé à la Vierge de la sauver, promettant d'ériger une église là où elle débarquerait. Voyant la terre, le pilote aurait dit à la Reine « Chante Reine, voici la terre », laissant ce mot à la croûte du Homet.
Mais cette version n'est présente dans aucune chronique de l'époque. Selon Robert Lerouvillois, il est plus probable que le vœu évoqué soit celui que Guillaume le Conquérant, tombé gravement malade à Cherbourg, fit de guérir et en accomplissement duquel, il avait fondé la collégiale du château de Cherbourg en 1063. Sa petite-fille aurait voulu ainsi le renouveler. Quant au nom de Chantereyne, il se réfèrerait au ruisseau éponyme, qui avec celui de la Bucaille traversaient cette zone marécageuse, et dont l'étymologie renverrait à cantu ranarum, « lieu où chantent les grenouilles ».

### La fondation de 1145

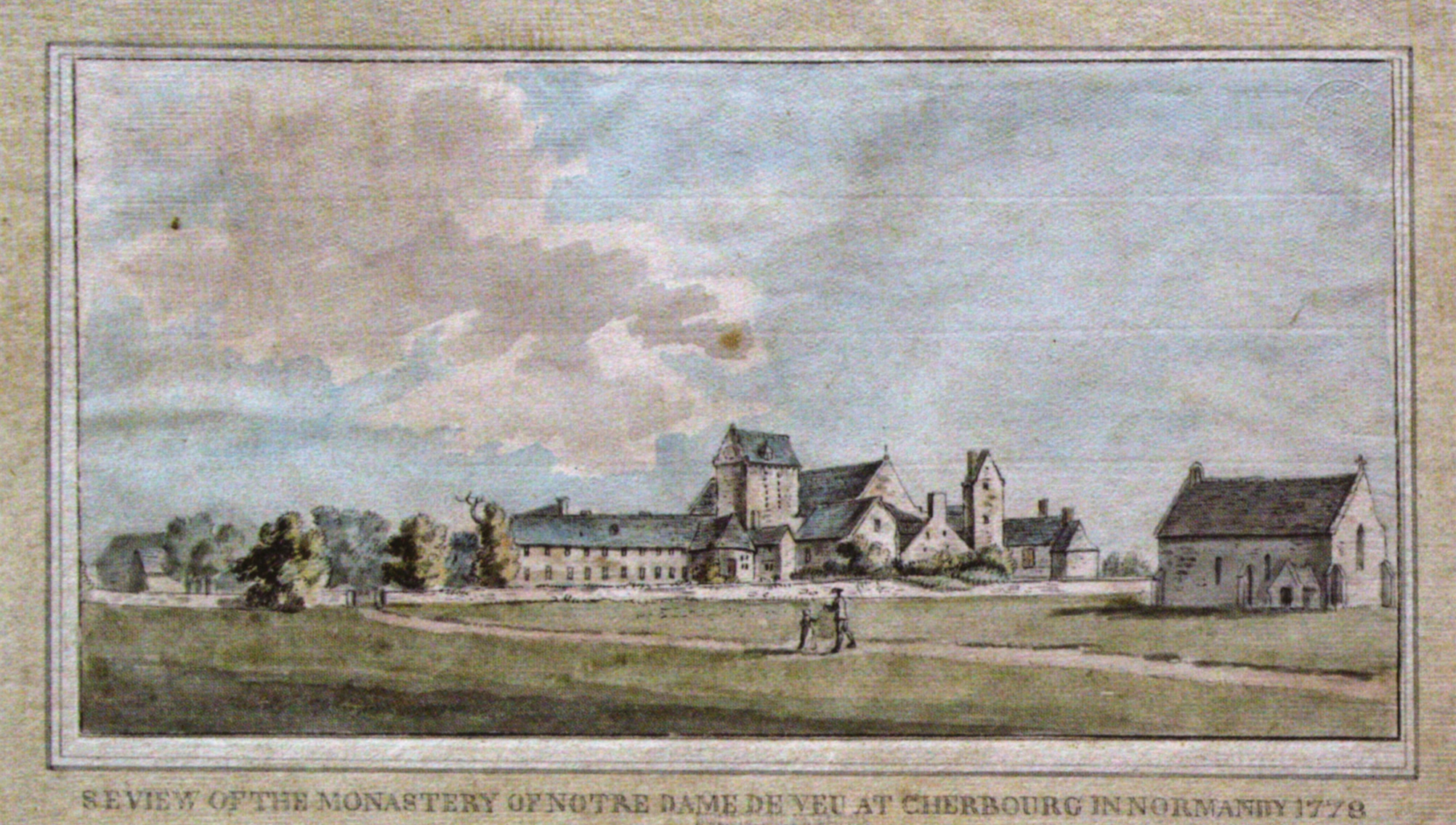
L'abbaye depuis la route de Cherbourg. Dessin à l'encre et gouache, fin XVIIIe siècle, conservé à la bibliothèque Jacques Prévert.

En dehors de la légende de Chantereyne, l'objet de la fondation de l'abbaye par Mathilde l'Emperesse, petite-fille de Guillaume le Conquérant, près de la fosse du Galet, est incertain, le chartrier originel ayant été détruit lors des pillages successifs durant la guerre de Cent Ans. Les auteurs lui affectent la volonté soit de raviver le vœu fait par ses grands-parents, Guillaume et Mathilde de Normandie, de bâtir une collégiale pour la guérison du duc de Normandie, soit de pallier la faible spiritualité des moines de celle-ci. Gustave Dupont note une donation de terre faite à SM de Voto en 1122 à Aurigny, qui prouverait l'antériorité de la fondation de l'établissement cherbourgeois aux larges dons de Mathilde, mentionnée comme fondatrice en 1145 dans tous les documents officiels. Mathilde aurait fait alors venir des chanoines de Sainte-Barbe-en-Auge ; l'abbé de Saint-Hélier, Robert, aurait reçu la charge du Vœu. 
Le choix du lieu, la croûte du Homet, arrosée par les ruisseaux de la Bucaille et de Chantereyne, à un peu plus d'un kilomètre au nord-ouest de la forteresse de Cherbourg, est tout aussi énigmatique. Le lieu devait être au XIe siècle très marécageux et probablement habité par une multitude de grenouilles coassantes qui auraient donné son appellation de « Chantereyne » du latin rana la grenouille. L'abbaye aurait pris le nom « du Vœu » qu'au XVIIe siècle.
Cette création ou refondation s'inscrit dans le mouvement de construction de nombreuses abbayes par les ducs et les grands barons normands entre 911 et 1204. Mathilde fonde elle-même deux autres abbayes, à Valasse et à Silly-en-Gouffern, également dédiées à la Vierge, dans le cadre de l'important culte marial de l'époque, et se fait enterrer à Notre-Dame du Bec qu'elle a richement dotée.
À la suite de cette fondation, Mathilde y installe en 1160 une communauté de chanoines réguliers Augustins issus de l’abbaye Saint-Victor de Paris. Ce choix s'expliquerait par son activisme pour renouveler le monachisme et la faible attirance des autres ordres pour la vie urbaine. Elle obtient pour l'abbé le droit de porter la mitre, la crosse et de l'anneau. À la fin du XIIe siècle l'abbaye compte trente chanoines réguliers, des novices et environ cent vingt frères laïcs.
Elle meurt à Rouen en 1167, avant l'achèvement des travaux. L'abbaye sera consacrée en 1181. Son fils, le roi Henri II Plantagenêt l'unit au monastère arrouaisien de Saint-Hélier, de Jersey en 1187 pour accroître sa puissance.

### Prospérité et destructions
Le XIIIe siècle est celui de la prospérité grâce aux dons lors des croisades. Au milieu de ce siècle, elle compte quarante-et-un religieux, dont vingt-et-un résident à l’abbaye les autres dans les églises et prieurés, qui y sont rattachés. Elle reçoit les visites royales en 1256 de Saint Louis et en 1286 celle de Philippe le Bel.
Mais, sans protection, l'abbaye est régulièrement pillée et brûlée, dès 1295-1296,, lors des incessantes rivalités opposant français et anglais, contraignant les religieux à la quitter plusieurs fois pour l'« abbaye Sartrine » à Cherbourg. En 1325, elle perd la plus grande partie de ses revenus en Angleterre. En 1326, l'abbaye subit un nouveau raid anglais, l'abbaye est la proie des flammes. En 1346, Édouard III d'Angleterre débarque à la Hougue mais ne peut s'emparer du château de Cherbourg, ses troupes ravagent alors les faubourgs et l'abbaye. En 1378, c'est Du Guesclin qui est devant Cherbourg, il s'installe à l'abbaye où d'importants travaux sont entrepris avec notamment la construction d'une bastide,. Nouveaux raids anglais et destructions en 1401 et 1405. Après la bataille d'Azincourt, nouveau débarquement anglais, Cherbourg est assiégé et finit par se rendre ; l'abbaye a encore souffert.
Pendant l'occupation anglaise, les abbés sous couvert de bonnes relations avec les Anglais parviennent à reconstruire les bâtiments et à reconstituer leurs droits de propriété. Les dons reprennent. L'abbé disposant du droit de moute du blé est un personnage incontournable dans l'approvisionnement de la ville, avec obligation pour les habitants de porter leurs grains aux moulins de l'abbé.
Après la bataille de Formigny, et le départ des Anglais, les moines à partir 1460 réintègrent les bâtiments et commencent sa reconstruction. Au début du XVIe siècle les finances se sont améliorées, mais elle est pillée en 1514 par les lansquenets à la solde du roi de France qui étaient censé défendre l'abbaye contre un nouveau débarquement Anglais, qui réussira. François Ier la visitera en 1532. C'est à partir de cette date que débute la décadence de l'abbaye.
Elle sera à nouveau endommagée durant les guerres de Religion, à trois reprises notamment en 1560. À cette date Jacques II Goyon de Matignon au service du roi de France et des catholiques est assiégé dans Cherbourg par les protestants du duc de Bouillon. Ne pouvant l'investir, ils se rabattent sur l'abbaye qui est saccagée et les religieux se réfugient de nouveau à Cherbourg. Le 16 juin 1562, Matignon arrive avec ses hommes et s'installent dans l'abbaye. Ils la quitteront le 20, et le 10 août, l'abbaye est endommagée par des troupes protestantes de Montgommery.
En 1574, c'est Montgommery qui veut prendre Cherbourg, l'abbaye est encore une fois pillée.
Parallèlement en 1560, le roi obtient du pape que les chanoines du Vœu soient soumis à la juridiction de l'évêque de Coutances et l'abbaye est soumise au régime de la commende à partir de 1583. Ce système, privilégiant le mérite ou l'honneur aux raisons religieuses dans le choix par le roi de l'abbé, qui peut être laïc et refuse souvent la vie en communauté, entraine l'abandon de l'entretien des bâtiments et la baisse de la morale religieuse. Les revenus théoriquement divisés en trois entre l'abbé, les chanoines et les réparations de l'abbaye et de ses biens, ne sont distribués aux moines parfois qu'à un cinquième, la réfection de l'abbaye leur échéant sur cette somme.
Le premier abbé commendataire est Lancelot de Matignon, fils du maréchal Jacques II Goyon de Matignon, nommé, en 1583, par Henri III,. À sa mort en 1588, François Hotman, sous-diacre, conseiller au Parlement de Paris, reçoit le mandat apostolique pour lui succéder, mais le roi confie l'abbaye aux Matignon. Le conflit est réglé en 1598 par le roi, qui la confie au neveu de Lancelot, Jacques Carbonnel, qui ne porte pas le titre d'abbé, au profit de deux prête-noms, Louis Le François puis Robert Eustache, lequel doit démissionner en 1604 pour laisser le siège à François Hotman, abbé de Saint-Marc, seigneur de Mort Fontaine et chanoine de Notre-Dame, présenté par les Carbonnel. Sous son abbatiat, plusieurs propriétés sont aliénées ou vendues, les bâtiments non entretenus, et l'abbaye Sartrine laissée en ruines. La lente ruine se poursuit avec l'abbé Lejay, fils légitimé de sept ans du premier président du Parlement de Paris dont les rentes financent l'éducation. En 1647, « il ne reste du réfectoire que les quatre murs sans couverture, il manque onze piliers au cloître, le chapître n'a plus de porte... » Trois ans plus tard est constatée l'absence de vie commune des moines.
Après un éphémère regain de piété des moines et des fidèles, des terres sont à nouveau aliénées. Ainsi fief, saline et rentes à Tourlaville sont acquises par Robert de Franquetot, châtelain du lieu. L'abbé alloue sur ses fonds propres un professeur de latin et de chant à la congrégation en 1671, mais les moines lui reprochent vingt ans plus tard de n'avoir pas fait de réparations en cinquante ans d'abbatiat.
Face au relâchement de la discipline monastique du lieu, l'évêque de Coutances, Charles-François de Loménie de Brienne, et l'abbé commendataire, Alexandre Le Jay, demandent vers 1687 l'application de la réforme du prieuré de Bourg-Achard. Dom Jean Moulin, prieur de cette congrégation, rencontre le prieur claustral de Cherbourg à Coutances, et envoie six chanoines de Saint-Laurent de Beauvoir-en-Lyons.
L'ouverture de petites écoles et l'accueil de pensionnaires réveillent la communauté et complètent les revenus de l'abbaye dont les bâtiments sont enfin rénovés, mais le nouveau prieur, Dom Bréard de Longuemare, issu de Saint-Laurent, échoue à imposer des changements aux anciens chanoines cherbourgeois, notamment son prédécesseur, Dom Héron, qui est envoyé hors du Vœu en 1691, et les commendataires gardent presque l'ensemble des revenus.

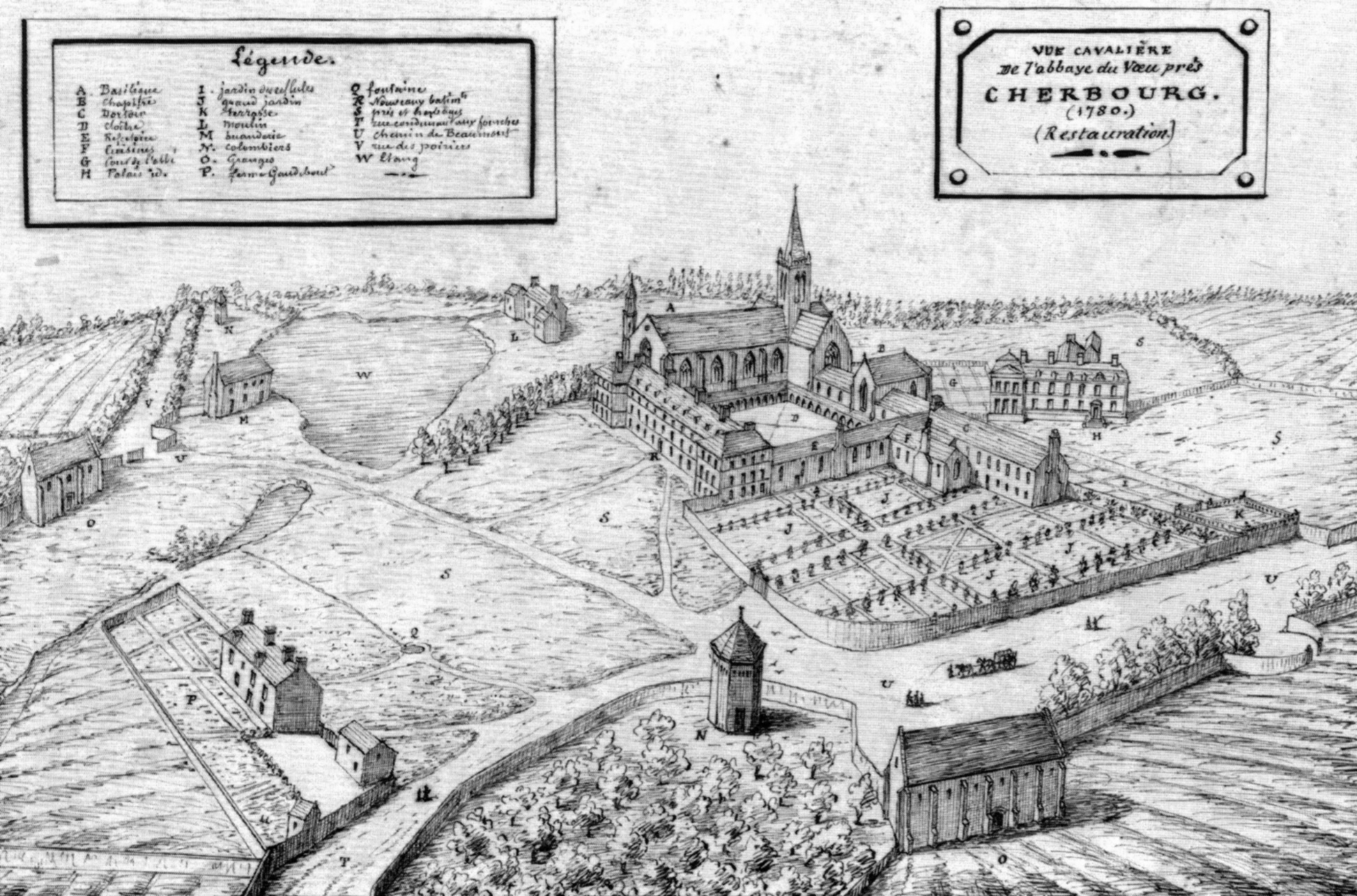
Vue cavalière de l'abbaye. Dessin à la plume, fin XVIIIe siècle, conservé aux archives départementales de la Manche.

Après 1750, l'abbaye est en mauvais état et sa situation financière est très dégradée. Le nombre de moines diminue. De nouveaux raids anglais, en 1754 puis en 1758 au cours de la guerre de Sept Ans, l'endommagent encore, les cloches étant même volées. C'est à la suite de cette incursion anglaise que les autorités annexeront les terrains de l'abbaye afin d'y réaliser le port militaire.
L'année 1774, à la suite d'un décret royal supprimant tous les établissements comprenant moins de quinze religieux, signe la fin de l'abbaye. À cette date, ils ne sont plus que huit, cependant l'abbé percevra ses revenus jusqu'en 1790.

### Arrivée des militaires et désaffectation du site
Avec la construction du port militaire, ses terrains d'une quarantaine d'hectares qui s'étendaient de la mer jusqu’à l’actuelle rue Pierre-de-Coubertin, sont annexés en 1778. Sur l'emplacement ouest du cloître, François-Henri d'Harcourt, duc d'Harcourt et gouverneur de Normandie, fait ériger une caserne pour loger environ 600 soldats employés aux travaux de la grande rade. À la Révolution, l'abbaye est placée sous la responsabilité du ministère de la marine et échappe à la vente comme bien national. Elle est alors transformée en hôpital de la Marine. Les blessés sont logés dans la nef, et la salle capitulaire abrite la pharmacie. Elle conservera cette fonction de 1793 à 1866.
Le bagne de Cherbourg, qui était situé sur les ruines de l'abbaye Notre-Dame du Vœu, a existé de 1796 à 1830,,,.
En 1839, le logis abbatial est abattu sur ordre du ministère de la guerre. Sa cheminée monumentale est déplacée dans la cour de la mairie et le clocher est rasé car il gêne les tirs de l'arsenal. Après que l'hôpital a été aménagé, à partir de 1866, de l'autre côté de la route qui a taillé les jardins abbatiaux, c'est l'infanterie de marine qui désormais occupe les lieux (caserne Martin-des-Pallières ou caserne O). Puis de 1900 à 1928, c'est le 5e régiment d'infanterie coloniale qui s'y installe.
En 1928, le site est désaffecté et est acquis par M. Ygouf, notaire cherbourgeois qui y installe une cité ouvrière, la cité Chantereyne. Le site est occupé par l'armée allemande lors de la Seconde Guerre mondiale. Épargné par les bombardements, il est incendié volontairement par les Allemands au moment de leur départ.

### Restauration

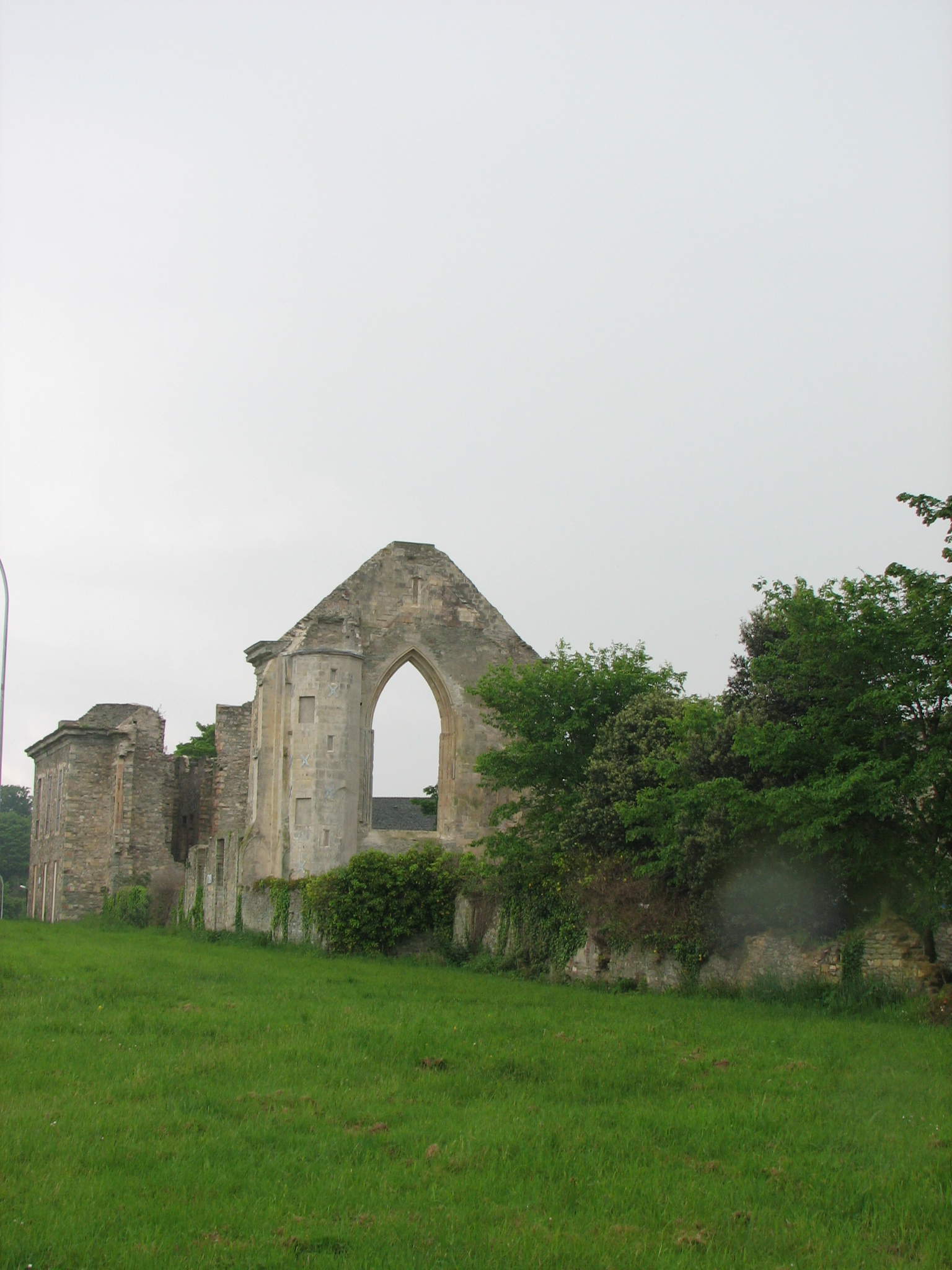
Les ruines de l'église abbatiale et au second plan de l'Hôtel d'Harcourt.

Un premier classement au titre des monuments historiques, intervenu le 20 août 1913 sur les bâtiments conventuels, n'a pas été accompagné d'un plan de sauvegarde ou de protection. La mairie réfléchit en 1931 à la fondation d'un musée de sculpture confié au peintre Émile Dorrée, mais ne donne pas suite au projet.
Rachetées par la ville de Cherbourg en 1961, les ruines de l'abbaye sont lentement consolidées et restaurées à partir de 1964 avec l’aménagement en premier d'un jardin public. Entre 1972 et 1986 la ville entreprend des travaux importants. Une salle d'exposition est construite de 1996 à 2000, à l'emplacement du logis abbatial, mais les travaux, faute de moyens financiers suffisants, ne serviront ensuite qu'à assurer la consolidation des ruines.
L'ensemble des bâtiments, vestiges et sols de l'ancienne abbaye, sont classés en septembre 2002. Plusieurs enquêtes archéologiques sont menées, permettant notamment de mettre au jour en 1994 la plate-tombe en céramique datée de la fin du XIIIe siècle du prêtre Guillaume Argème de Rai, classée monument historique en février 1995 et exposée dans le logis abbatial de l'abbaye.
La grande cheminée de la maison abbatiale (XVIe siècle) est conservée dans la salle du conseil de l'Hôtel de ville; le portail occidental de l'église (XIIIe siècle), muré en 1759 est redécouvert lors des travaux du génie militaire en 1892, et remonté deux ans plus tard dans le jardin public. Il est classé monument historique en 1909. Les objets cultuels et œuvres d'art ont été dispersés dans les églises de la ville, en particulier à la basilique Sainte-Trinité et l'église Notre-Dame-du-Vœu.

## Description
La construction des bâtiments qui s'organisent autour du cloître, selon le plan bénédictin, s'étale sur plusieurs siècles. Le cloître, centre architectural et spirituel, à l'est, et l'église abbatiale au nord, sont achevés en 1181 par le couple royal, Henri II d'Angleterre, fils de Mathilde, et Aliénor d'Aquitaine. Les cuisines et cellier sont bâtis à la fin du siècle, le réfectoire et la salle capitulaire surmontée des cellules des moines sont élevés durant le premier tiers du XIIIe siècle.
De nos jours, il ne subsiste de l'époque médiévale que : la façade de l'église abbatiale, la salle capitulaire, les bâtiments conventuels, un logis bâti à l'écart du côté est. Le logis de l'abbé fut reconstruit au XVIIIe siècle.

### L'église abbatiale
C'est une église à une seule nef à chevet plat. Ses dimensions sont de 40 mètres de long sur 14 mètres de large. Une tribune voûtée sur piliers séparait le chœur. Elle prenait le jour par des baies à lancettes. Quant à son portail ouest, il est aujourd'hui visible au jardin public de Cherbourg. Sous une tour carrée de faible élévation au sud du chœur se situait la chapelle Saint-Hélier. Reconstruite au XVe siècle, il en subsiste notamment la façade avec sa vaste baie gothique ouverte sur le vide, et la tour d'escalier qui lui est accolée, ainsi que les fondations de l'église du XIIe siècle.

### Le chauffoir et les cuisines

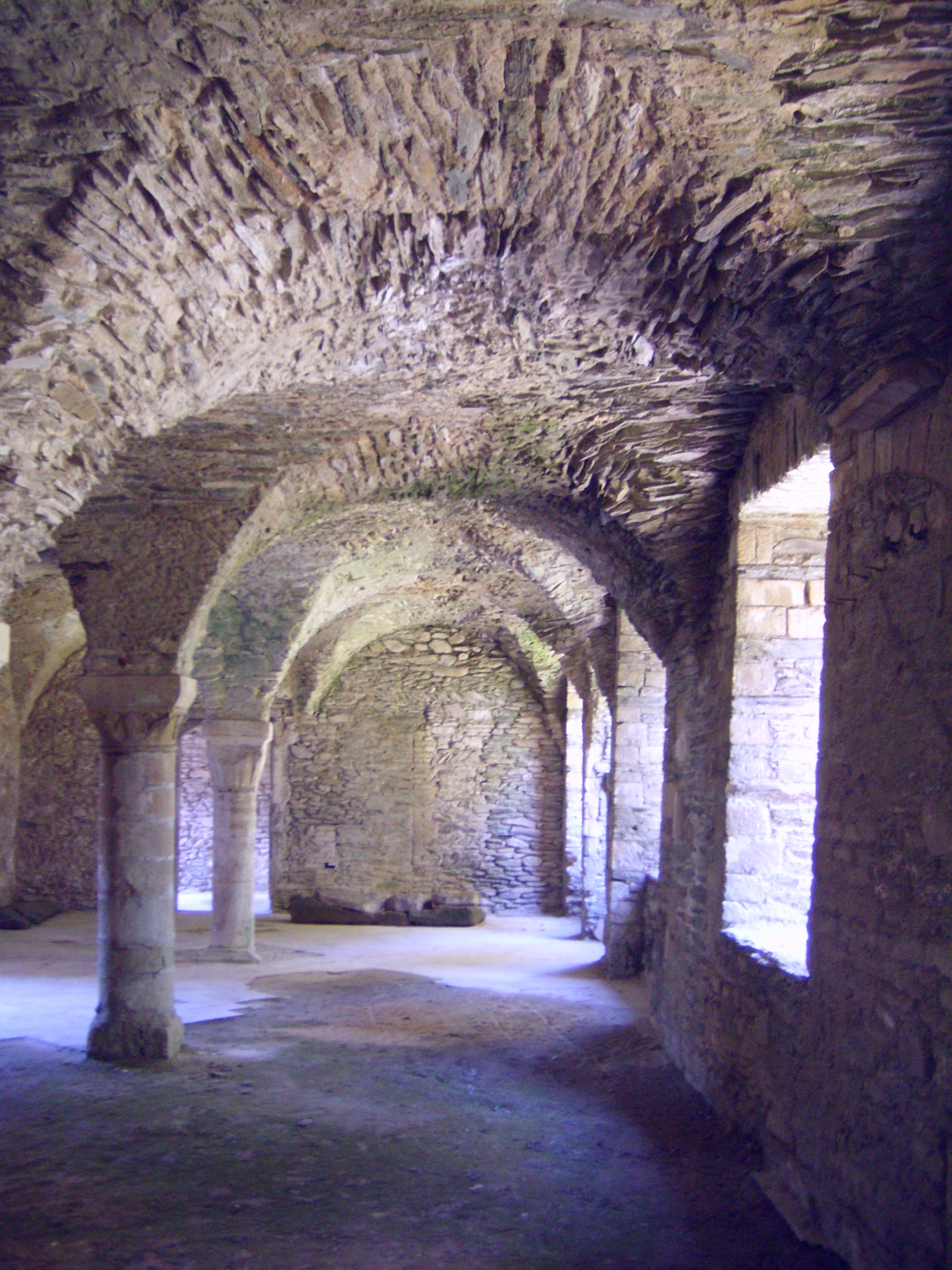
Les cuisines.

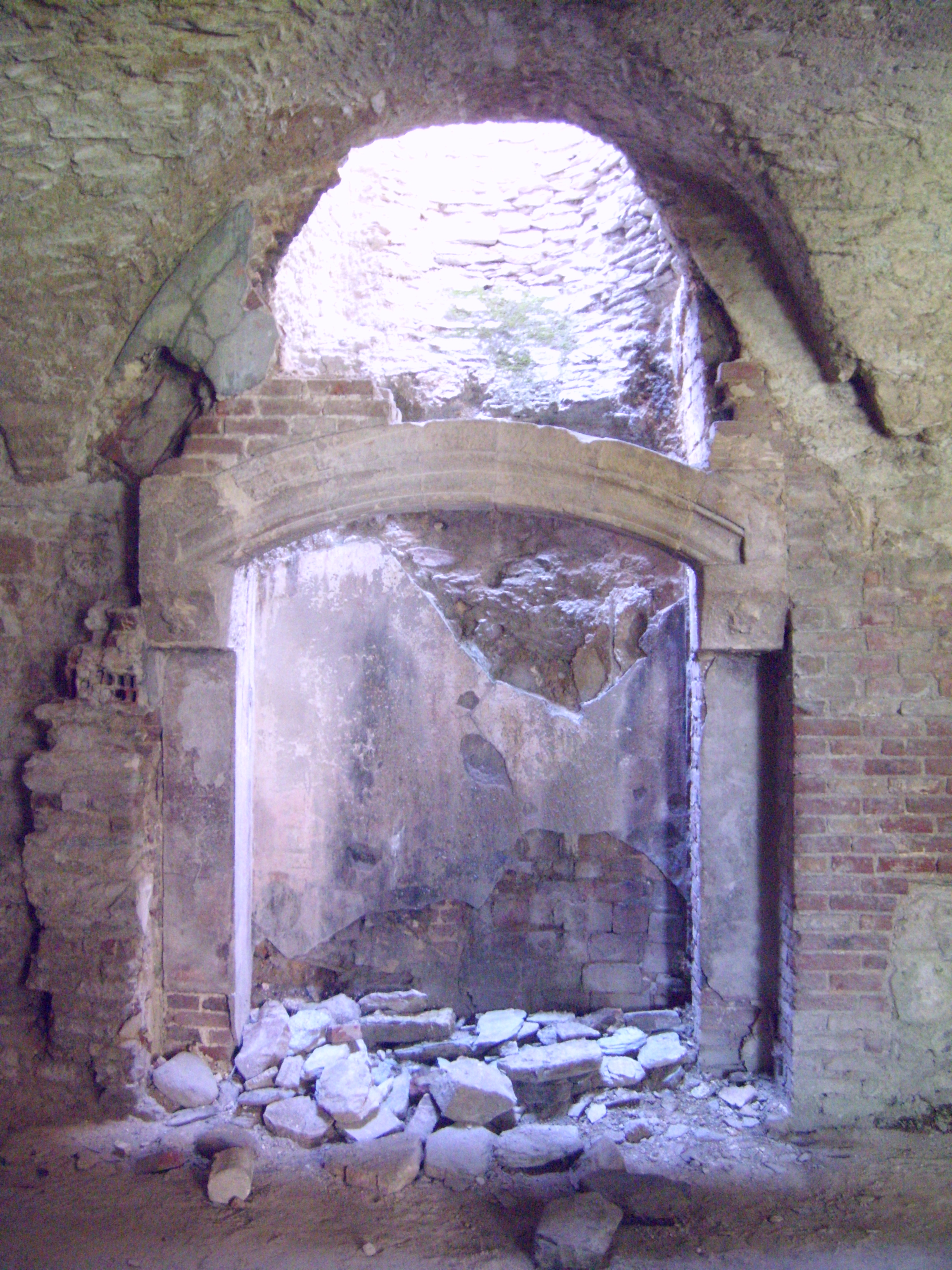
La cheminée.

Ce bâtiment est construit perpendiculairement au réfectoire et ferme le cloître à l'est. Dans son prolongement se trouve la salle capitulaire. Le chauffoir qui était la seule pièce chauffée des abbayes bénédictines et les cuisines qui lui sont attenantes sont voûtés en arêtes. Une série de pilier cylindriques sur base polygonale divise l'espace en deux nefs. Les chapiteaux, sauf un qui est décoré d'un masque humain et qui date de l'époque romane, on tous été refaits au XIXe siècle par les maçons de la marine. On peut encore voir de nos jours les vestiges de la cheminée avec son arc surbaissé. Ces bâtiments ont été transformés au cours de l'histoire en caserne, puis en hôpital.

### Le réfectoire

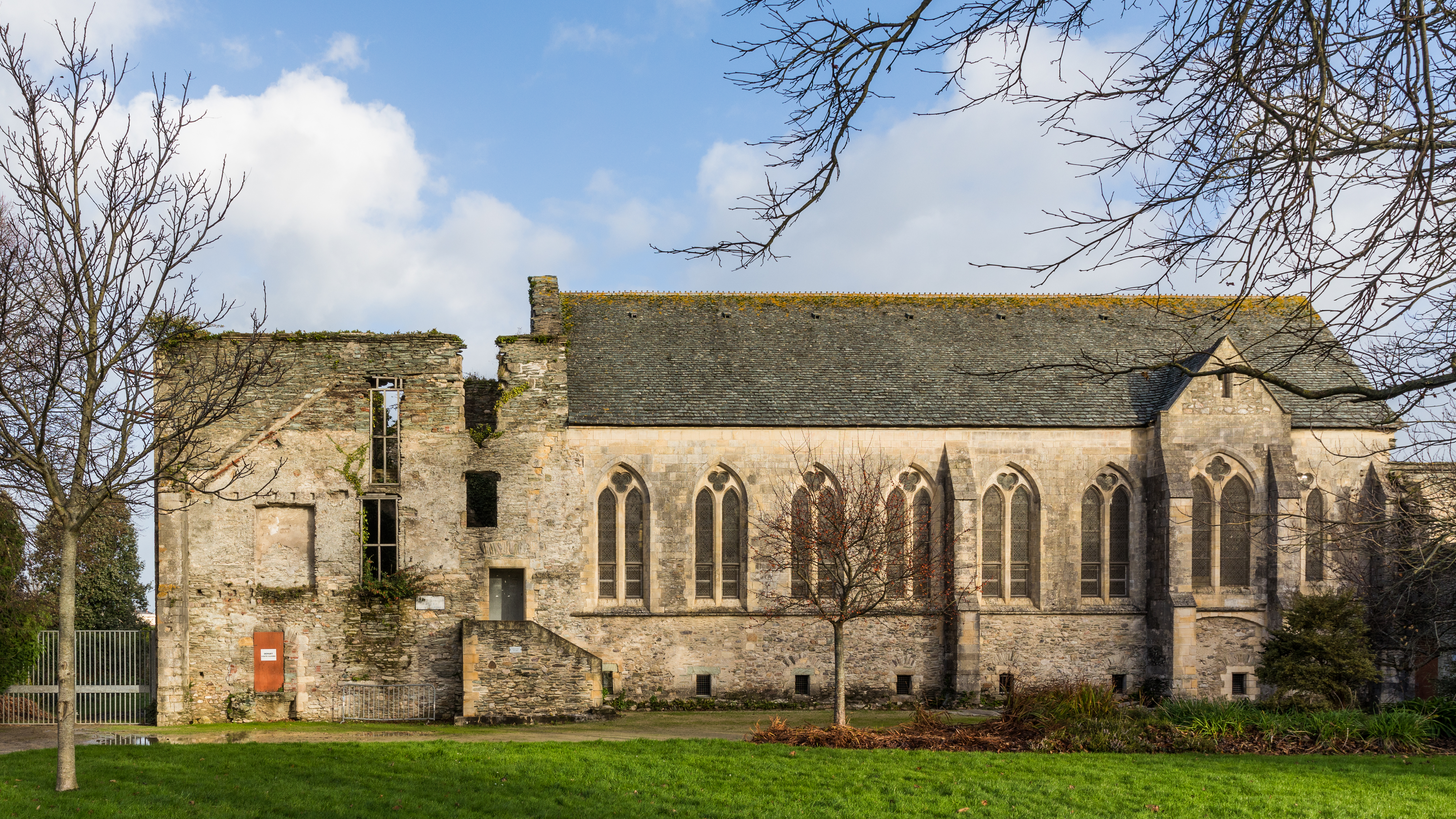
Le réfectoire de l'abbaye après sa restauration.

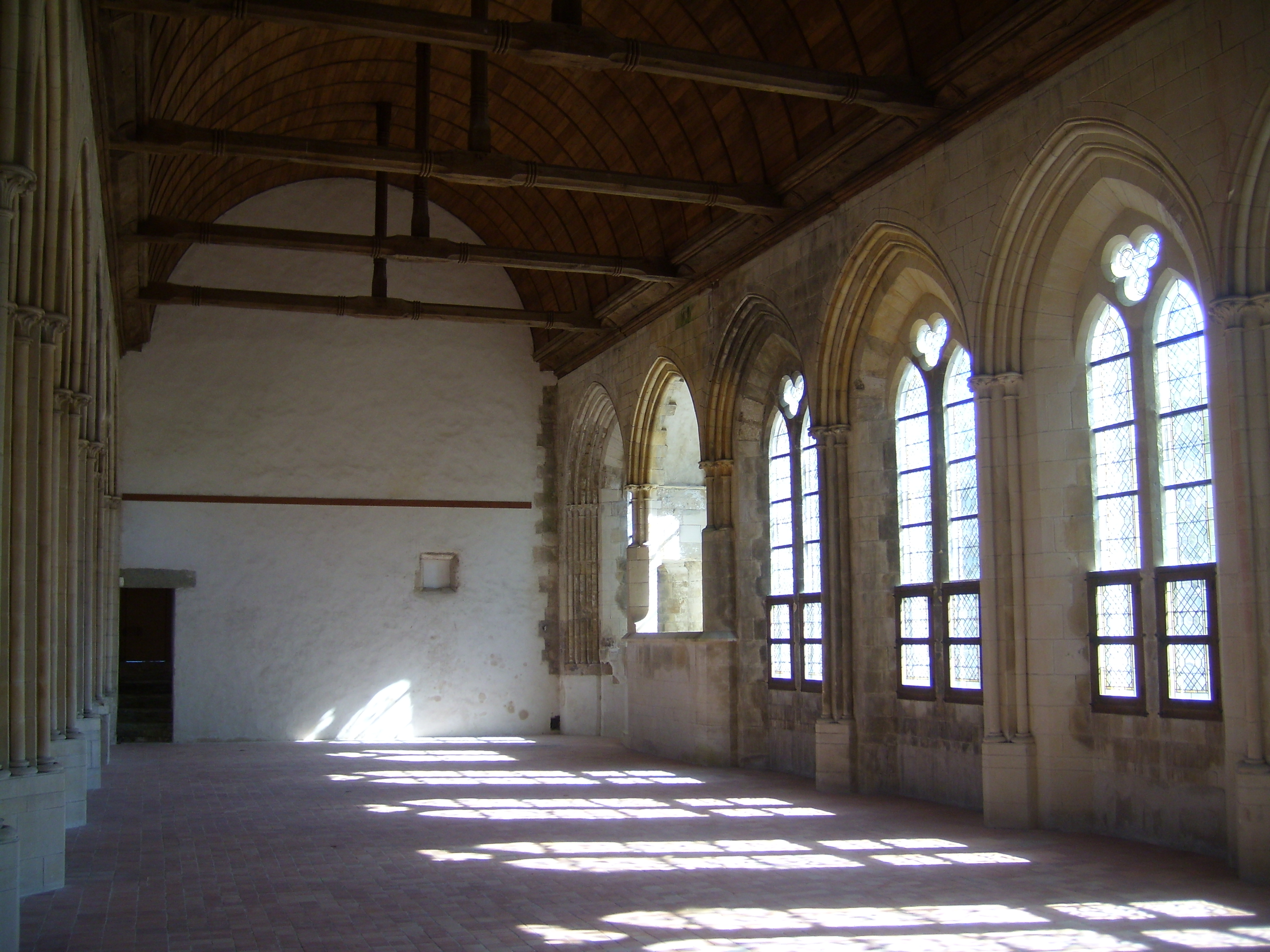
La salle du réfectoire.

Le réfectoire du XIIIe siècle, qui surmonte un cellier, et, qui ferme le cloître au sud, est construit dans un style gothique et se présente sous la forme d'une vaste et haute salle de sept travées qui s'éclaire par des baies à lancettes. On peut y voir la tribune de pierre, lieu de lecture des textes religieux pendant les repas. Au fond une porte donnait accès à une petite terrasse. Le réfectoire a été restauré et a retrouvé sa charpente ainsi que sa couverture. Il a été érigé sur un vaste cellier divisé en deux nefs par des colonnes trapues dont les chapiteaux arborent une corbeille nue.

### La salle capitulaire

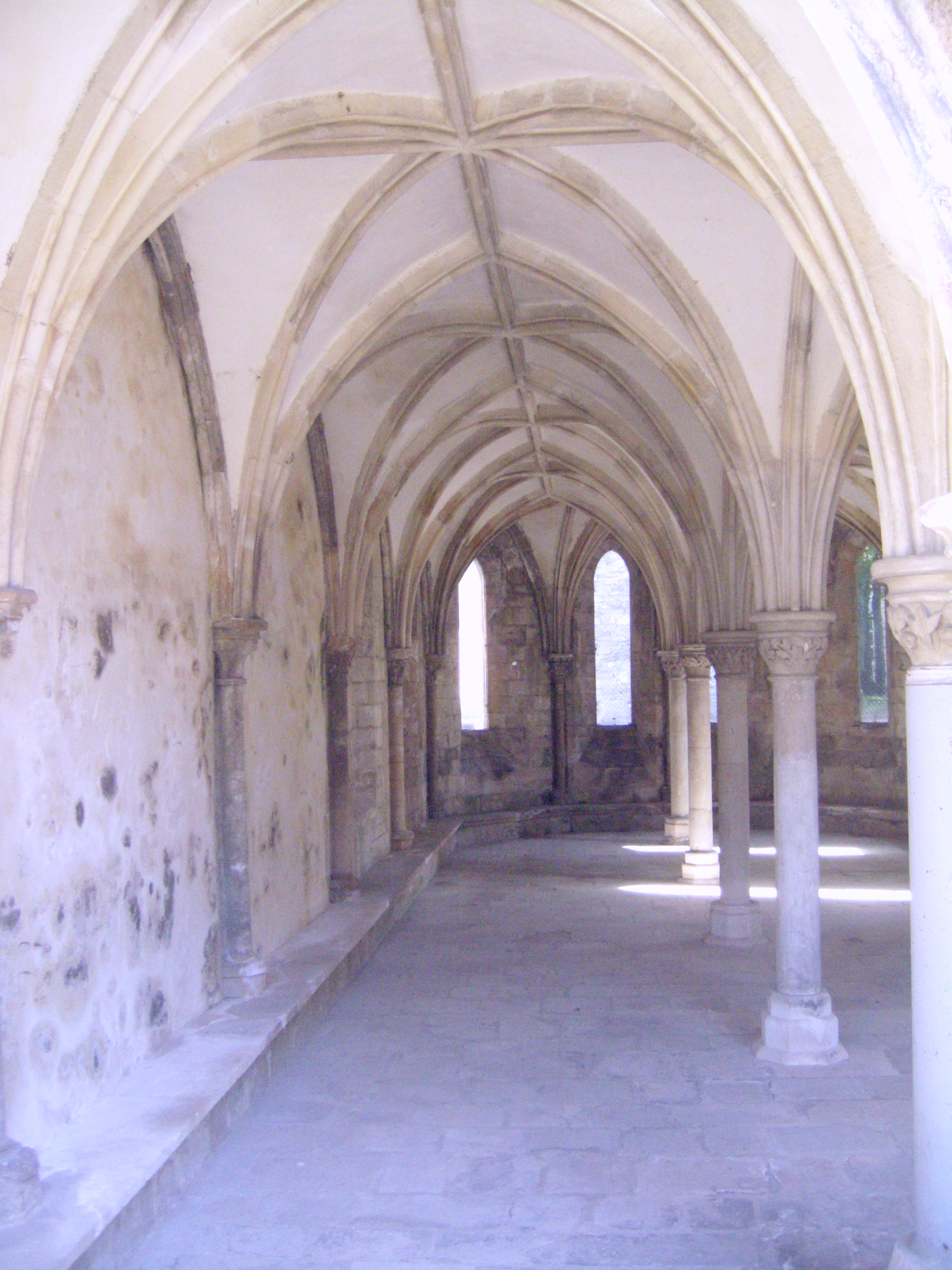
La salle capitulaire.

La salle capitulaire date du XIIIe siècle et arbore le style gothique. Ici aussi une série de piliers délimite l'espace en deux nefs de six travées. Les chapiteaux ayant beaucoup souffert ont été refaits, à l'exception de ceux placés près de l'ouverture qui arborent un décor feuillagé et on a rétabli les voûtes. La salle capitulaire s'ouvre sur le cloître, alors que son abside à trois pans est construite en débord par rapport à l'alignement du corps de bâtiments. À l'étage se trouvaient les cellules des moines.

### Le cloître
Ses galeries ont disparu, mais on peut encore observer sur le mur sud des traces d'arrachements ainsi que des arcades en tiers-point du XIIIe siècle. Sa partie ouest a été détruite dans la seconde moitié du XVIIIe siècle par la construction de l'Hôtel d'Harcourt, aujourd'hui également ruiné.

### L'hôtel d'Harcourt
Édifié de 1726 à 1729 à l'usage des chanoines jusqu'à leur départ en 1774, l'hôtel sert de résidence à la fin de l'Ancien Régime au duc d'Harcourt, François-Henri d'Harcourt, gouverneur de Normandie et à son frère Anne-François d'Harcourt, gouverneur de Cherbourg. C'est dans les salons de l'hôtel qu'en juin 1786, ils reçoivent le roi de France Louis XVI, alors en inspection des travaux de la rade de Cherbourg. Françoise d'Aubusson, épouse du duc d'Harcourt, tient le rôle de maîtresse de maison, et accueille le roi et sa suite. Sont notamment présents : le duc et son frère, duc de Beuvron et lieutenant-général de la province, accompagné de sa fille, Cécile d'Harcourt, le général Dumouriez, commandant de la place. Le lendemain de cette réception, Louis XVI assiste à l'immersion du neuvième cône, lors des travaux préparatoires à la construction de la digue du large.
L'hôtel d'Harcourt, aujourd'hui à demi-ruiné, se présentait sous la forme d'un long corps de logis haut d'un étage et large de neuf fenêtres, encadré de deux pavillons carrés en forte saillie, large de trois fenêtres. On pénétrait à l'intérieur par une porte cochère à pilastres à bossages surmontée d'un petit fronton triangulaire, percée au milieu de sa façade.

### Autres bâtiments
Une prison fut implantée entre la salle du chapitre et le logis abbatial. Elle abrite aujourd'hui un bloc sanitaire. Le logis abbatial a, quant à lui, fait place à un petit musée.

## Mobiliers et fragments architecturaux

### Statuaire
Quatre albâtres sont aujourd'hui conservés dans l'église du Notre-Dame du Vœu de Cherbourg. L'un représente Saint Augustin, un autre une Vierge à l'Enfant et un troisième une Assomption.

### Plate-tombe de Guillaume de Margueray

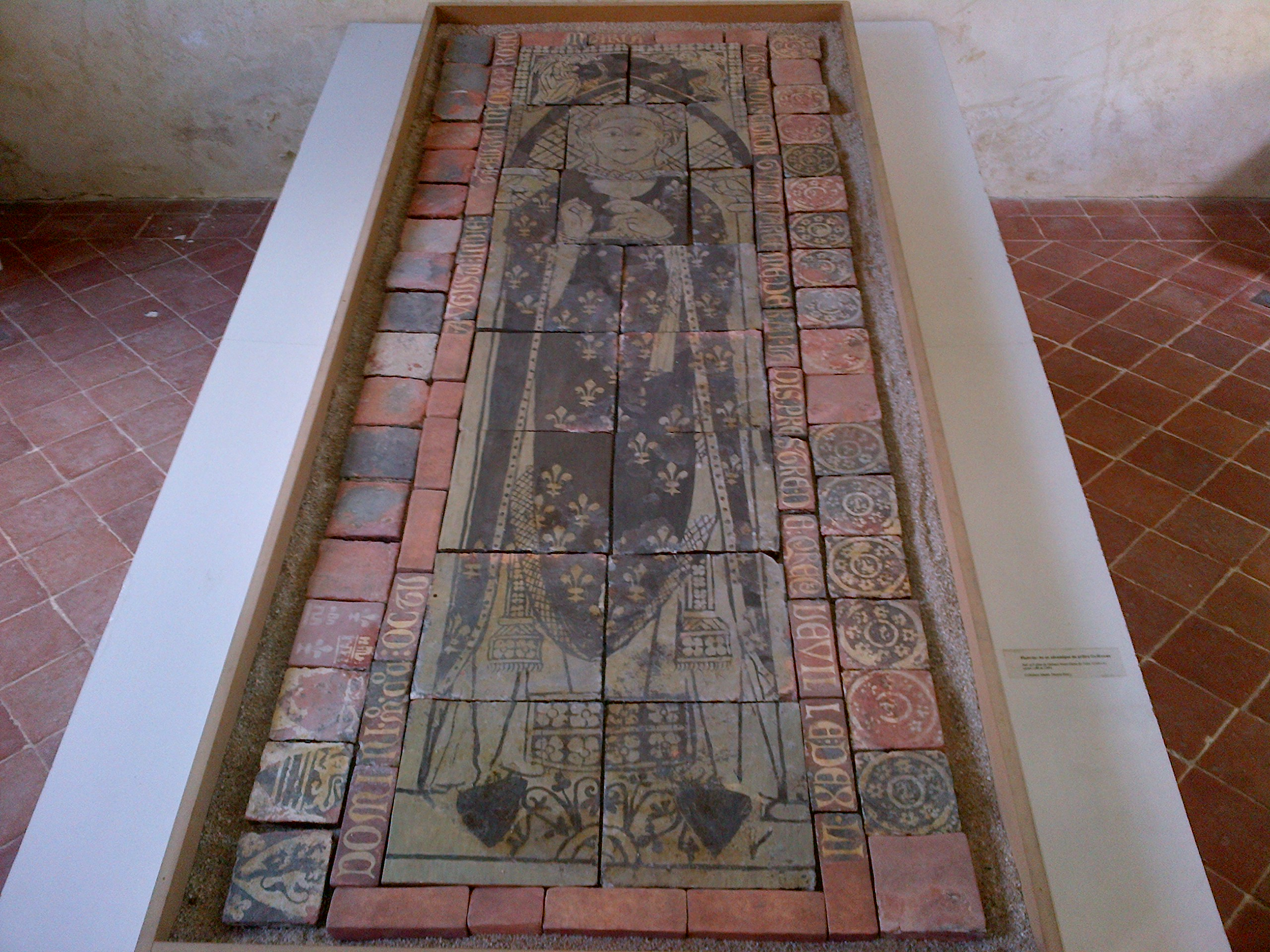
Plate-tombe de Guillaume de Margueray.

La plate-tombe en terre cuite datée de la fin du XIIIe siècle, fut mise au jour en 1994, lors de sondages archéologiques. Plate, elle servait de couvercle à une tombe. Elle se trouvait dans la nef de l'église abbatiale, dans l'axe de la porte latérale donnant sur le cloître. Prise à l'origine dans le dallage de l'église dont elle dénotait par sa décoration, elle fut retrouvée à 70 centimètres sous le sol actuel, sous des couches de béton et de bitume. Des ossements et deux vases posés initialement sur le cercueil en bois, dont il ne reste rien, ont été également mis au jour. Les vases, ou oules, à usage domestique, ont servi à recevoir de l'encens lors de l'inhumation. Hauts de vingt centimètres, ils se trouvaient, pour l'un, à gauche du crâne, et pour l'autre, à proximité du tibia gauche.
La plate-tombe se présente sous la forme de carreaux de terre cuite. La partie centrale où est figuré l'ecclésiastique est constituée de grands carreaux rectangulaires ou carrés qu'encadrent des briques portant une inscription de couleur jaune sur fond rouge en capitales gothiques sur les quatre côtés, les petits côtés étant en moins bon état de conservation. Elle mesure dans sa totalité 2,18 m sur 1,02 m et elle est entourée par des carreaux plus petits, disposés géométriquement et décorés de motifs floraux ou armoriés. Elle est exposée dans le petit musée construit dans la partie orientale du site à l'emplacement du logis abbatial. 
La transcription du texte faite par Éric Broïne est la suivante :
« CI GIST MONSEIGNOR GVILLAM A[R]GEME DERAI IADIS PRESTRE DE QREQUIEVILLE DEX LI[] [DO]MINI M° C°C OCTO[]TÄ AUGUSTIINI ORA PRO EO[] MARIA. Ci git Monseigneur Guillaume Argeme de Rai, jadis prêtre de Querqueville, Dieu lui (fasse merci) [mort l'année du] seigneur 128 [] au mois d'août, en la fête de Saint Augustin, priez pour lui [] Marie []. »
Il est probable qu'il faille plutôt lire "GUILLAUME DE MARGERAI", la pose originelle du pourtour carrelé ayant été inversée, comme l'attestent les différences de coloration des carreaux contigus. Margerei/Margerai étaient des formes anciennes de l'actuelle commune de Margueray (canton de Percy).
À noter aussi que la plaque tombale de l'abbé Le Fillastre est conservée à l'église du Vœu.

### Cheminée sculptée
La cheminée, classée, est aujourd'hui conservée dans la salle des mariages de l'hôtel de ville de Cherbourg. Elle se trouvait à l'origine dans la grande salle du logis abbatial, comme l'atteste un dessin réalisé en 1841 de la maison abbatiale juste avant sa destruction. Acquise par la municipalité, elle fut d'abord placée dans la cour de l'hôtel de ville. Restaurée et complétée par des sculptures sur les flancs du registre inférieur en 1852, et entièrement repeinte en 1857, elle est placée en 1858 dans la grande salle de la Bibliothèque à l'occasion de la visite de l'empereur Napoléon III.
Le groupe sculpté se répartit sur deux registres qu'un bandeau également sculpté de 25 centimètres sépare. Sur ce bandeau est figuré un escargot à visage humain, des dragons et des grotesques et, près d'un tonneau, des petits personnages. Sur le registre supérieur et au centre on trouve Marie qui reçoit l'Ange Gabriel, c'est l'Annonciation, à l'angle gauche quand on regarde la cheminée de face, Saint Michel terrassant le dragon, entouré d'un phylactère avec l'inscription Ave Maria stella. À droite, le commanditaire supposé de l’œuvre, l'abbé Jean Hubert (1492-1504), pourrait s'être fait représenter. Sur le registre inférieur, un homme et une femme tiennent les armoiries de l'abbaye avec derrière la crosse, l'abbé ayant rang d'évêque. De chaque côté un cavalier qui a été le sujet de discussions à propos de son interprétation. Alain Prévet propose d'y voir Saint Hubert, qui à gauche parcourt la campagne, et ou à droite son cheval se cabre devant la croix : conversion de Saint Hubert. Le château figuré derrière lui, représenterait la ville de Cherbourg et les moulins dépendant de l'abbaye.
Quant à la datation exacte, le mobilier de style gothique de la chambre de la Vierge, les costumes masculins, s'apparentent à une œuvre du style gothique tardif. Avec le rapprochement de la légende de Saint Hubert et de l'abbé Hubert, on peut avancer une réalisation sous le règne de Louis XII (1498-1515). Les sculptures des flancs du registre inférieur ont seulement été rapportées en 1858.

## Protection
L'ensemble des bâtiments, vestiges et sols de l'ancienne abbaye Notre-Dame du Vœu sont classés au titre des monuments historiques par arrêté du 9 septembre 2002.
Le portail de l'abbaye daté du XIIIe siècle, remonté dans le jardin public, est classé aux monuments historiques par arrêté du 9 juillet 1909.

## Terriers, propriétés, revenus, dépendances
Mathilde, Henri II, et les seigneurs de leur suite firent don à l'abbaye de nombreux biens : terres, forêts (dont celle de Brix), moulins, fiefs, chapelles et églises dont elle percevait un tiers des dîmes. Les propriétés de l'abbaye rien, que dans la Manche, s'étendaient, en 1450 sur soixante-dix-sept paroisses dont les îles Anglo-Normandes avec entre autres l'abbaye de Saint-Hélier à Jersey. On a pu comptabiliser 201 donations de la fondation à la guerre de Cent Ans, assurant à l'abbaye des revenus réguliers. Les revenus étaient également ceux de tout seigneur classique : cens, champart, banalités, etc.. L'abbé disposait du droit de fuie ou de fuye (détention d'un colombier), du droit de chasse, du droit de gravage et du droit de Saline dès 1306 à la suite de l'acquisition du fief de Tourlaville et de la saline de Bouillon.
Parmi ses nombreux protecteurs, on trouve, dès le XVIe siècle, les Jallot de Beaumont.
| Commune                                                         | Possession                                  | Dpt    | Date début        | Date fin | Commentaires |
| Barfleur                                                        | Prieuré                                     | 50     |                   |          | |
| Barfleur                                                        | Église Saint-Nicolas                        | 50     | 1181              |          | L'église est donné à l'abbaye par le roi Henri II d'Angleterre. |
| Cherbourg (dans l'enceinte du château de Cherbourg, rue au Blé) | « Abbaye Sartrine »                         | 50     | début XIVe siècle | 1559     | Il s'agit d'une simple « maison de refuge » pouvant servir exceptionnellement, en temps de guerre et notamment lors de longs sièges, à célébrer la messe. Après 1370, les cinq auditoires de l'abbaye du Vœu (Cherbourg, Digulleville, Sainte-Geneviève, Neuville et La Haye-d'Ectot) sont regroupés en son sein. En 1559, elle est détruite et remplacée par la « prison du bailliage ».                      |
| Digulleville                                                    |                                             | 50     |                   |          | L'abbaye perçoit une portion des revenus de la paroisse. |
| Gatteville-le-Phare                                             | Prieuré                                     | 50     |                   |          | |
| Gatteville-le-Phare                                             | Église                                      | 50     | 1181              |          | L'église est donné à l'abbaye par Henri II. |
| Herqueville                                                     | Prieuré                                     | 50     |                   |          | |
| Jobourg                                                         | Église Notre-Dame et prieuré                | 50     | 1165              |          | L'église est donnée en 1165 à l'abbaye par Richard de La Haye et Guillaume de Carbonnel |
| La Haye-d'Ectot                                                 | Église Notre-Dame                           | 50     |                   |          | |
| La Haye-d'Ectot                                                 | Prieuré de la Taille                        | 50     |                   |          | |
| Le Rozel                                                        | Église Saint-Pierre                         | 50     |                   |          | |
| Le Theil                                                        | Église Sainte-Marguerite                    | 50     | XIIe siècle       |          | Au XIIe siècle, son patronage est donné à l'abbaye. |
| Octeville                                                       | Église Saint-Martin                         | 50     | 1160              |          | C'est Mathilde qui en fait, en 1160, donation par un acte. À partir de 1205 les chanoines obtiennent la permission de desservir eux-mêmes le sanctuaire. |
| Tollevast                                                       | Église Saint-Martin                         | 50     |                   |          | |
| Tourlaville                                                     | Fief des Flamands avec son droit de gravage | 50     | 1308              |          | C'est Yon du Buisson, noble homme et chevalier qui le donne en 1308 à l'abbaye. Il s'étendait du pont aux Charettes à la limite de Bretteville, jusqu'à celui de Cherbourg et à l'eau de la Divette. |
| Valognes                                                        | Manoir du Gravier                           | 50     | avant 1372        |          | Le manoir était pourvu d'un colombier à l'époque où il appartenait au temporel de l'abbaye : Compte-rendu des assises tenues devant Raoul de Crames, bailli de Cotentin pour le roi de Navarre, prenant acte de l'accord du Captal de Buch, lieutenant général du roi de Navarre pour que les religieux requérants de l'abbaye du Vœu fassent édifier un colombier en l'enclos de leur manoir du Gravier 1372. |
| Vasteville                                                      | Église Notre-Dame                           | 50     |                   |          | |
| La Glacerie Saussemesnil-Ruffosses Saint-Joseph Négreville Brix | Forêt de Brix                               | 50     |                   |          | L'abbaye y possède des droits. Elle y a édifié une petite maison, la Loge à l'Abbé, afin d'y loger son berger. Dans une charte de l'abbaye, il est dit qu'elle y avoir pasturages en son haras, |
| Saint-Hélier                                                    | Abbaye                                      | Jersey |                   |          | |
| non localisé                                                    | Prieuré Notre-Dame                          | Jersey |                   |          | |

## Organisation de l'abbaye
L'abbé est le responsable de la vie religieuse et nomme à la cure des églises dépendantes de l'abbaye. Un prieur l'assiste. La gestion financière est assurée par un bailli qui représente l'abbé dans le domaine judiciaire. Ayant droit de basse, moyenne et haute justice, l'abbé, en plus du revenu des amendes qu'il lève, dispose du droit d'ériger des fourches patibulaires. Elles s'élevaient au lieu dit « les Fourches », sur la colline, au haut de l'actuelle rue des maçons. Les cinq auditoires de l'abbaye du Vœu (Cherbourg, Digulleville, Sainte-Geneviève, Neuville et La Haye-d'Ectot) seront regroupés, après 1370, dans un manoir acquis de Thomas du Sartrin dit « abbaye Sartrine » à Cherbourg, situé entre la rue au Blé, le passage Digard, la prison et la place de la Fontaine. Les religieux y trouveront plusieurs fois refuge lors de la guerre de Cent Ans, notamment en 1377 et 1450.
En 1676, le bailli de haute justice de l'abbaye, Jacques de Fontaine, fut mêlé à une sombre affaire de piratage avec les sieurs de Rantot, quatre frères Jallot de Beaumont, qu'il couvrit. Condamnés à mort, seul le bailli fut exécuté après avoir subi la question. Les frères Jallot ne le furent qu'en effigie, condamnés par contumace, car en mer au moment où le présidial de Caen, les 20 et 21 août 1676 rendit sa sentence contre les coupables.

## Liste des abbés
| Abbés réguliers. - 1160-1168 : Robert Ier, ancien abbé de Saint-Hélier de Jersey. - 1168-1184 : Benjamin - 1185-1204 : Richard Ier - 1204-1225 : Eudes - 1225-1235 : Guillaume Ier - 1235-1240 : Roger Ier de Vauville - 1240-1256 : Roger II Poutrel - 1256-1267 : Raoul Ier Macquerel - 1267-1282 : Richard II Durand - 1282 : Guillaume II de Gatteville - 1282-1295 : Raoul II du Clos - 1295-1331 : Robert II du Coudray - 1332-1349 : Robert III le Pouchin - 1349-1351 : Jean Ier - 1351-1386 : Guillaume III de Troismonts - 1388-1394 : Onfroy - 1394-1409 : Richard III - 1409-1418 : Philippe de Barneville - 1419-1422 : Robert V - 1422-1431 : Michel Foubert - 1431-1444 : Jean II Basan - 1444-1459 : Jean III Baudaire - 1459-1478 : Gautier Le Blond - 1478-1487 : Jean IV de Kerquendlanem - 1487-1491 : Thomas Léonard - 1492-juin 1504 : Jean V Hubert - 1504-1514 : Jean VI Noël - 1514-1518 : Jacques Marette - 1518-1552 : Léobin Le Fillastre, démissionnaire au profit de son neveu, le suivant. - 1552-1583 : Guillaume Le Fillastre, curé du Theil mais non religieux. | Abbés commendataires - 1583-1588 : Lancelot de Matignon - 1588-1598 : pas d'abbé commendataire - 1598-1605 : Louis Ier Le François et Robert VI Eustache - 1605-1636 : François Hotman - 1636-1704 : Alexandre-Guillaume Lejay - 1704-1705 : Louis II du Pertat de Villemareuil - 1707-1730 : Étienne de Valat - 1730-1753 : Jean VII Joseph Lenormant, docteur de Sorbonne, chapelain de l'église de Paris. - 1753-1758 : Louis III de Cugnac de Dampierre, chancelier de la cathédrale de Tours. - 1758-1772 : Claude-François de Mury, docteur en Sorbonne. - 1772-1790 : Alphonse Lattier de Bayanne. |

## Armoiries
Victor Le Sens décrit ainsi les armoiries de l'abbaye : « mi parti d'azur à une fleur de lis d'or et de gueules à une tour du même et coupé au pont à quatre arches d'or avec la mer de sinople ; la crosse mise en pal derrière l'écu et le tout surmonté de la couronne de baron ».
La fleur de lys indique que l'abbaye était royale, tandis que la tour renvoie aux droits seigneuriaux exercés par l'abbé sur ses terres. Le Sens voit dans le pont une évocation du caractère insulaire de la croûte du Homet, l'« île d'Oulme », où a été bâtie l'abbaye. La couronne est représentée car l'abbé est baron de Cherbourg, de Sainte-Geneviève et de Neuville, et la crosse se réfère à son droit de porter mitre, crosse et anneau, car il a rang d'évêque.
Le blason se trouvait peint sur la porte principale de la salle abbatiale. Il a été reproduit par l'architecte de la ville de Cherbourg Geufroy, sur le manteau de l'ancienne cheminée de l'appartement de l'abbé et sur les statues d'albâtre de la Vierge et de saint Augustin provenant de l'abbaye et déposées en l'église Notre-Dame du Vœu.
Le sceau datant du XVe siècle portait quant à lui une fleur de lys, un château fortifié et un pont avec cette légende : S. baillive oblig abbie de Voto.